# Cannabis Cup
Cannabis Cup to festiwal który odbywa się od 1987 roku. Jego twórcą jest redaktor magazynu High Times - Steven Hager, który przybył do Holandii w celu przeprowadzenia wywiadu z założycielem pierwszej holenderskiej firmy handlującej nasionami konopi. Festiwal odbywa się corocznie w Amsterdamie, jest jednym z najbardziej znanych wydarzeń związanych z marihuaną. Publicznie przedstawiane i oceniane są tam rozmaite jej odmiany. Grupa sędziów decyduje każdego roku która firma zaprezentowała najlepszą odmianę, najlepszy nowy produkt i najprzyjemniejsze stanowisko na festiwalu.
Prezentowana jest tam marihuana z coffee shopów całego Amsterdamu. Zazwyczaj pojawiają się nowe odmiany marihuany, które są testowane przez sędziów. Wielu turystów przyjeżdża do Amsterdamu, aby uczestniczyć w tym festiwalu. Z powodu wysokiej dawki tetrahydrokannabinolu (THC) w prezentowanej marihuanie zaleca się, aby sędziowie mieli wysoką tolerancję na THC.